# Paiste

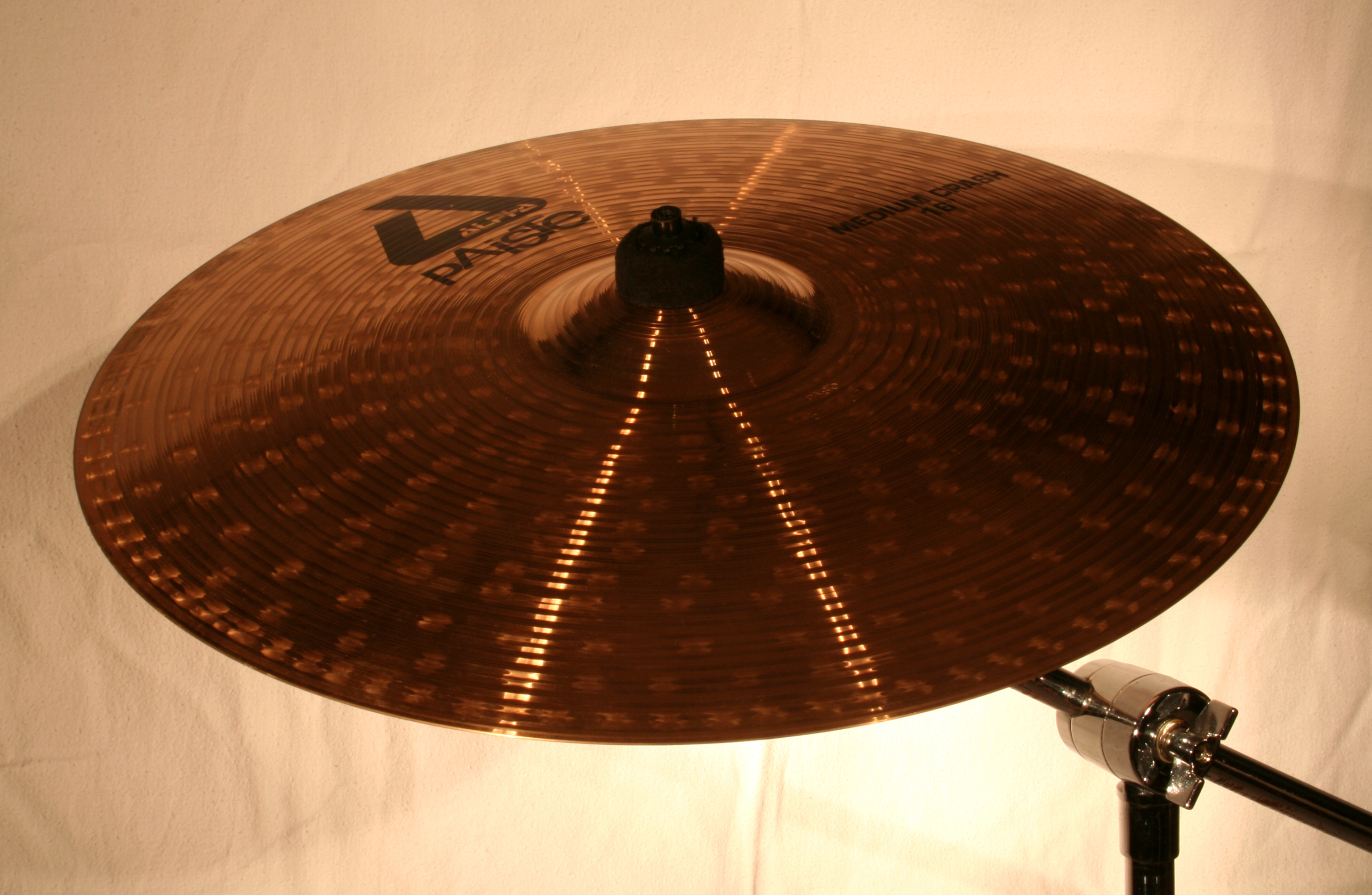
16 inches Crash cintányér

A Paiste egy svájci illetőségű, cintányérokat, gongokat és egyéb fém ütőhangszereket gyártó cég. Az észt illetve finn nyelvű szó jelentése 'ragyogás', angolos kiejtése „pájszti”. A 2002-es és a Twenty szérián a napfelkelte szimbóluma látható. Általánosságban elmondható, hogy a többi cintányérgyártó termékeihez képest a Paiste tányérok kissé tradicionálisabb hanggal bírnak, és a profi szériájú tányérjaiknál is inkább B8-as ötvözetet használnak a B20-as helyett.[forrás?]

## Történet
Az első Paiste tányért 1906-ban megrendelésre készítette egy észt muzsikus, Toomas Paiste a hangszerjavító boltjában Szentpétervárott. Toomas a Cári Gárdában szolgált, és 1901-es nyugdíjazása után a zenei és hangszeriparban helyezkedett el.
Martonosi György, a Zenész Magazin cikkírója elmondása szerint: "…A harmincas évek óta a legnagyobb újítónak számít ez az európai cég, és már a negyvenes évek végén elsőként gyártottak szétválasztott szériákat kezdők és profik számára. A zeneiskolai képzés számára kifejlesztett cintányérok elérhető áron nyújtottak lehetőséget arra, hogy a legszegényebb iskola is rendelkezzen használható hangszerekkel…"

## Paiste cintányérok

### Jelenlegi típusok
- 101

A 2005-ben bemutatott 101-es sorozat kimondottan kezdő széria, illetve gyakorlásra alkalmas. Sárgarézből készül (brass), vagyis réz és cink ötvözésével. Gépi forgácsolású és kalapálású, olcsó tányérok. A 302-es tányérokat váltották le ezzel a sorozattal.
- 201

Az előző csoport B8-as változata, vagyis annyiban különbözik a 101-estől, hogy nem sárgarézből, hanem CuSn8 bronzból készül. Szintén gépi kidolgozású cintányér. Az 502-es széria utóda.
- PST3

2005-ben bemutatott, kezdő cintányér sárgarézből. A "Paiste Sound Technology" eljárással készült család olcsóbbik tagja.
- PST5

Az előző kategória egy kissé igényesebb változata B8-as bronzból (CuSn8). A "Paiste Sound Technology" eljárással készült család drágább tagja.
- Alpha

Szintén B8-as bronzból készült félprofi széria. Univerzális hangja miatt eléggé elterjedt az igényesebb amatőr zenekarokban. 1991-ben mutatták be, majd 2006-ban áttervezték.
- Noise Works

Különleges, úgynevezett effekt-tányérok gyűjteménye (kisméretű lábcinek, Chinese, Swiss, Splash). Általában extrém zenékben használatosak, de előfordulnak a jazznek olyan változataiban is, ahol a különleges megszólalás megkövetelt. Jellemző ezekre a tányérokra még a gyors lecsengés és a száraz hangzás.
- Giant Beat

A hagyományos, „kopogós” cintányérok kedvelőinek készül a Giant Beat széria. Eredetileg 1967 és 1971 között gyártották az akkori „keményedő” trendek kielégítéséra, de a 18" 20" és 24" Crash-Ride-okat valamint a 14" és 15" lábcineket ismét bemutatták 2005-ben.
- 2002

Tradicionális, profi széria. 1971-ben mutatták be. 1986-ban leálltak a gyártásával, de az igény olyan nagy volt rá továbbra is, hogy 1988 óta újra bemutatták. B8-as ötvözetből készül (CuSn8). A többi gyártó ezzel egy szintű cintányérjaival szemben (Zildjian K, Sabian HH stb.) a 2002-esnek hagyományosabb hangja van. A Zildjian és a Sabian felsőkategóriás tányérjai modernebb, univerzálisabb  hangképpel rendelkeznek. 1994 és 1999 között a Rude széria a 2002 alkategóriájaként szerepelt a Paiste-nál.
- Rude

A Rude cintányérok kimondottan a kemény zenéket játszó dobosoknak készültek. Szintén B8-as ötvözetet (CuSn8) használnak a gyártásához. Bemutatásuk 1980-ban történt, majd 1986-ban leváltotta a szériát az 1000 Rude és a 3000 Rude. 1994 és 1999 között 2002 Rude néven szerepelt, majd 1999 óta megint külön kategóriát képvisel. 
Edzett kúpjuk, vastagabb anyaguk lehetővé teszik, hogy ezeket a tányérokat nagyobb erővel üthessék meg a metal zenében. Mivel egy vastagabb cintányér halkabb, erre szükség is van. Lecsengésük rendszerint hosszabb, mint a hasonló átmérőjű, vékonyabb tányéroknak.
- Twenty
- Signature

1989-ben jelent meg a piacon, azzal a céllal, hogy megalkossák a teljesen elit cintányért, ami magában hordozza a Paiste-re jellemző összes stílusjegyet. Patented Signature Bronze ötvözetből készült. Valamennyi műfajban (a metal-ban korlátozottan) használják.
- New Signature

A New Signature és a Traditional tányérok a Paiste két legdrágább árfekvésű, csúcskategóriás terméke. Kézzel megmunkált, nagy gonddal ellenőrzött hangszerekről van szó. A New Signature sorozat 2004-ben lett bemutatva. Anyaga megegyezik a Signature anyagával. A különbség a kettő között annyi, hogy ezen névvel fémjelzett cintányérok nem ajánlottak metal zenébe.
- Traditional

A Paiste cégnél 1996-ban támadt az az ötlet, hogy készítenek egy csúcskategóriás cintányércsaládot azon muzsikusok számára, akik a 30-60-as évek blues, szving, big band, cool jazz, be-bop és hard bop zenéjét, eredeti régi hangzású tányérokkal szeretnék kísérni. Az eredmény a Patented Signature Bronze ötvözeten alapuló, teljes egészében kézzel gyártott Traditional széria lett. A külső megjelenésben is a tradíciók dominálnak. Határozott, erőteljes kalapálás, és bonyolult esztergálási eljárásokon esik át ez a hangszer. Rock/metal zenére nem alkalmas, tipikusan jazzes, "dark" hangzású cintányérok, bár készül egy pár finoman extrém hangzású darab is belőlük.

### Ma már nem gyártott szériák
- 302

Anyaguk MS63 vörösréz ötvözet, amelyben 63% a réz és 37% a cink, tehát ezek is brass tányérok. Árukhoz viszonyítva jó minőségű hangszerek. Kidolgozásuk abszolút korrekt, nem érezni elnagyoltságot, amelyet ettől a kategóriától még akár el is viselhető lenne.
Igazán jó szolgálatot a lágyabb játékmódot képviselőknek tesz.
- 402

NS12 fedőnévvel ellátott Nickel-Silver ötvözetről van szó, ami 88% réz és 12% nikkel felhasználásával készült. A nikkel ezüstös színt kölcsönöz a cintányérok anyagának. A 40-es 50-es években már használta ezt az ötvözetet a Paiste. Különösen jó hangtulajdonsággal bírnak a 402-esek a jazz és a latin zenékben. A lecsengésük nem túl hosszú, zavaró felhangok nem keletkeztek, a ride kúphangja nagyon kellemes, de mégis átütő. Hasonlóan jól illeszkedik az összhangzásba a lábcin és a beütő, ez különben a teljes palettára érvényes.
- 502

1993 óta automatikus gépsoron gyártott B8-as tányérok. Manuális ellenőrzésen és tesztelésen estek túl. Az ár-minőség arányuk nagyon jó volt, egyes zenészek a 802-es szériánál is jobbnak tartottak egy-két darabot.
- 602
- 802

1997-ben bemutatott középkategóriás B8-as tányérok. A "Sonic Texture Formula" nevű felület-megmunkálási technikának köszönhetően a magas hangok selymesebb fényt kaptak, és a mélytartományban is változtak a hangtulajdonságok, mert harmonikusabb az átmenet a mély- és magastartomány között. 2003-ban a 802-es cintányérok.
- 404
- 505
- 200
- 400
- 500
- 900
- 1000
- 2000
- 3000
- Sound Formula
- COLORSOUND 5
- VISIONS
- BRASSTONES
- Stanople
- Ludwig Standard
- Stambul
- Zilko
- SOUND CREATION
- Dixie
- Dimensions
- Innovations

## Híres, paiste-t használó dobosok
- Alex Gonzalez - Maná (1983-tól)
- Alex Van Halen - Van Halen
- Alfonso André - Caifanes és Jaguares
- Balázs Elemér - Balázs Elemér Group, session
- Barriemore Barlow - Jethro Tull
- Bill Bruford - King Crimson, Yes, Earthworks
- Bill Ransom - független, session
- Brad Wilk - Rage Against the Machine és Audioslave
- Chad Butler - Switchfoot
- Chad Wackerman - Frank Zappa, szóló
- Carl Palmer - Emerson, Lake & Palmer és Asia
- Charlie Benante - Anthrax
- Chester Thompson - Genesis és Frank Zappa (1973-88) turnén
- Chris Slade - David Gilmour, The Firm, AC/DC
- Cozy Powell - Rainbow, Black Sabbath, Whitesnake, stb
- Danny Carey - Tool
- Dave Haley - Psycroptic
- Dave Holland - Judas Priest (1979-89)
- Dave Lombardo - Slayer, Grip Inc. és Fantômas
- David Silveria - KoЯn
- Dean Butterworth - Morrissey és Good Charlotte
- Doane Perry - Jethro Tull
- Don Henley - Eagles
- Eric Carr - Kiss
- Frank Beard  - ZZ Top
- George Schwindt - Flogging Molly
- Gina Schock - The Go-Go’s
- Herman Rarebell - ex-Scorpions
- Reidar 'Horgh' Horghagen - Immortal és Hypocrisy
- Ian Paice - Deep Purple
- Ingo Schwichtenberg - Helloween (1984-1995)
- Jeff Plate - Trans-Siberian Orchestra
- Jeff Porcaro - Toto, session
- Jet Black - The Stranglers
- Joey Jordison - Slipknot és Ministry
- Johnny Fay - The Tragically Hip
- Josh Freese - Devo, The Vandals, A Perfect Circle, ASHES dIVIDE, session
- John Bonham - Led Zeppelin
- John Dolmayan - System of a Down
- John Fell - Heroine Sheiks
- Jukka Nevalainen - Nightwish
- Kalani
- Keith D - Arctic Sleep
- Keith Moon - The Who
- Kenney Jones - The Faces és The Who (1969-81)
- Larry Mullen Jr. - U2
- Linda McDonald - The Iron Maidens
- Mark Craney - Jethro Tull
- Marko Atso - Metsatöll
- Marky Ramone - Ramones
- Meg White - The White Stripes
- Mika Kristian "Gas Lipstick" Karppinen - HIM
- Mikkey Dee - Motörhead és King Diamond
- Mykill (Mike) Aresco - ex-Lost Soul, Dead Skin Mask
- Németh Gábor - Németh Gábor Project, SBB
- Niall Quinn - The Hitchers
- Nicholas Barker - Atrocity
- Nick Mason - Pink Floyd
- Nicko McBrain - Iron Maiden
- Paul Wertico - The Pat Metheny Group
- Paul Bostaph - Exodus, Slayer, Forbidden, Testament, Systematic, Truth About Seafood
- Pedro Galindo - független, session
- Phil Collins - Genesis (1973-81)
- Phil Rudd - AC/DC (1975-83, 1994-napjainkig)
- Prairie Prince - The Tubes
- Richard Ploog - ex-The Church
- Rick Allen - Def Leppard (1984-ig)
- Ringo Starr - The Beatles (1963-ig)
- Roger Taylor - Queen (1973-83, 1988 és 1989)
- Scott Rockenfield - Queensryche
- Scott Travis - Judas Priest (1987-től)
- Stewart Copeland - The Police
- Ted Kirkpatrick - Tourniquet
- Tico Torres - Bon Jovi
- Tommy Aldridge - Whitesnake, Ozzy Osbourne, Thin Lizzy
- Tommy Lee - Mötley Crüe (1982-2004)
- Tommy Portimo - Sonata Arctica
- Torstein Lofthus - Shining
- Zbigniew Robert Promiński 'Inferno' - Behemoth
- Yuri Ruley - MxPx
- Joey Jordison - Slipknot

## Lásd még
- Istanbul Agop
- Meinl
- Sabian
- Zildjian

## Külső hivatkozások
- Paiste home page
- Paiste in the Drumming Database
- Un-Official Paiste discussion and drumming  forum

### Egyéb
- U.S. Patent 4809581PDF-hivatkozás